# Standard-Testbedingungen (Photovoltaik)
Die Standard-Testbedingungen (STC, englisch: Standard Test Conditions) in der Photovoltaik dienen dazu, verschiedene Solarmodule unabhängig vergleichen und bewerten zu können. Dafür wurden weltweit einheitliche Betriebsbedingungen für diesen Zustand definiert.
Die Angaben für Strom, Spannung und Leistung bei Standard-Testbedingungen gelten bei einer Einstrahlung von 1000 W/m² in Modulebene, einer Modultemperatur von 25 °C und einem in der Norm IEC 60904-3 (2016) Teil III definierten Spektrum des Sonnenlichts bei einer astronomischen Luftmasse von 1,5 entsprechend einem Einfallswinkel von 48°. Dieser Wert berücksichtigt die Streuung und Absorption des Sonnenlichts durch die Atmosphäre. Die ermittelte Leistung wird meist mit der nicht normgerechten Bezeichnung Wp (Leistung unter optimalen Bedingungen) versehen.
Da bei der eigentlichen Messung das spezifizierte Lampenspektrum, die Einstrahlung als auch die Modultemperatur nicht immer eingehalten werden können, werden die Messwerte bei Standard-Testbedingungen aus den aktuellen Messbedingungen rechnerisch ermittelt. Die so ermittelten Werte ermöglichen einen Vergleich der Module untereinander, das wirkliche Betriebsverhalten ist jedoch daraus nicht direkt abzuleiten. Kristalline Module beispielsweise haben bei einer Einstrahlung von 1000 W/m² meist eine deutlich höhere Modultemperatur als 25 °C, mit der ein Leistungsabfall einhergeht. Auch das Verhalten unterschiedlicher Zelltypen bei Schwachlicht bleibt bei diesem Wert unberücksichtigt.
Eine Leistungsüberprüfung im Feld (auf dem Solardach oder Freiflächenanlage), die mittels STC durchgeführt wird, muss folgende Dinge berücksichtigen:
1. Einstrahlung von 1000 W/m²
2. Luftmasse AM von 1,5
3. Zelltemperatur von 25 °C[1]

Werden diese Werte in der mathematischen Auswertung berücksichtigt, darf eine Messung als STC bezeichnet werden.